# BOSS Linux
Bharat Operating System Solutions (BOSS) là một bản phân phối Linux phát triển bởi National Resource Centre for Free/Open Source Software (NRCFOSS) của Ấn Độ. BOSS GNU/Linux cũng được biết đến bởi các từ viết tắt BOSS. phiên bản mới nhất là 6.0.
Các gói phần mềm này đã được mô tả như là "hệ điều hành máy tính của Ấn Độ" và "Sản phẩm có ý nghĩa nhất để vươn lên của ngành công nghiệp phần mềm Ấn Độ trong thập kỷ - và chúng ta hãy nhận ra điều đó, đây là việc mà chính phủ phải làm."
Phần mềm này cũng đã được tán thành bởi Chính phủ Ấn Độ để thông qua và triển khai thực hiện trên phạm vi toàn quốc.
Nó được phát triển tại Centre for Development of Advanced Computing (CDAC), ở Chennai Ấn Độ. BOSS GNU/Linux là một bản phân phối "LSB certified": các phần mềm đã được chứng nhận bởi tổ chức Linux Foundation là phù hợp với các tiêu chuẩn Linux Standard Base.
BOSS GNU/Linux là một phân nhánh của Debian GNU/Linux.

## Phiên bản
BOSS GNU/Linux đã có 6 phiên bản chính đến tháng 5/2015
| Phiên bản                | Tên mã | Số hiệu Kernel | Desktop                            | Ngày phát hành |
| ------------------------ | ------ | -------------- | ---------------------------------- | -------------- |
| BOSS GNU/LinuxEvaluation | Sethu  | 2.6.14-2-smp   | GNOME 2.8                          |                |
| BOSS GNU/Linux v1.0      | Tarang | 2.6.17-1-i386  | GNOME 2.14                         | 2007-01-10     |
| BOSS GNU/Linux v2.0      | Anant  | 2.6.21-1-486   | GNOME 2.18                         | 2007-09-17     |
| BOSS GNU/Linux Server    |        | 2.6.21         |                                    | 2008-01        |
| BOSS GNU/Linux v3.0      | Tejas  | 2.6.22-3-486   | GNOME 2.20 và KDE 3.5              | 2008-09-04     |
| BOSS GNU/Linux v4.0      | Savir  | 2.6.32-5-686   | GNOME 2.30.2 và KDE 4.4.5          | 2012-08-02     |
| BOSS GNU/Linux v5.0      | Anokha | 3.10           | GNOME 3.4.2, KDE 4.8.4 và Xfce 4.8 | 2013-12-23     |
| BOSS GNU/Linux v6.0      | Anoop  | 3.16           | GNOME 3.14                         | 2015-03-04     |

### BOSS (Bharat Operating System Solutions) GNU/Linux
Được phát triển bởi NRCFOSS và C-DAC (Centre for Development of Advanced Computing) là một phân nhánh từ Debian nhằm tăng cường việc sử dụng các phần mềm mã nguồn mở/tự do trên khắp Ấn Độ. BOSS GNU/Linux – là bước tiến quan trọng của NRCFOSS đã được nâng cấp từ máy chủ sơ cấp đến máy chủ tiên tiến. Nó hỗ trợ kiến trúc Intel và AMD x86/x86-64. BOSS GNU/Linux advanced server có tính năng độc đáo chẳng hạn như máy chủ web, máy chủ proxy, máy chủ cơ sở dữ liệu, máy chủ mail, máy chủ mạng, tập tin và máy chủ in, máy chủ tin nhắn SMS, máy chủ LDAP. BOSS GNU / Linux advanced server bao gồm các công cụ quản lý như webmin là một giao diện dựa trên web, Gadmin, phpmyadmin, PHP LDAP admin, PG admin. Khả năng tiếp cận BOSS Linux sẽ có một tác động mang tính xây dựng về khoảng cách số ở Ấn Độ như nhiều người bây giờ có thể có quyền truy cập vào phần mềm bằng ngôn ngữ địa phương của họ để sử dụng Internet và các hạ tầng CNTT và truyền thông (ICT) khác. Trung tâm thông tin cộng đồng (CICS) và các quán cà phê Internet cũng sẽ được hưởng lợi từ BOSS GNU / Linux vì phần mềm này có thể được sử dụng để cấp nguồn cho các cửa hàng với giá cả phải chăng và dễ dàng để cài đặt, sử dụng và hỗ trợ.

### BOSS 4.0
đi kèm với GNOME và KDE với các gói tin và hỗ trợ ngôn ngữ Ấn Độ có liên quan để sử dụng trong lĩnh vực chính phủ. Hiện nay BOSS GNU / Linux Desktop có sẵn trong hầu hết các ngôn ngữ Ấn Độ như Assam, Bengali, Gujarati, Tiếng Hin-ddi, Kannada, Malayalam, Marathi, Oriya, Punjabi, tiếng Phạn, tiếng Tamil, Telugu, Bodo, tiếng Urdu, Kashmiri, Maithili, Konkani, Manipuri mà sẽ cho phép người dùng biết chữ chủ yếu không phải tiếng Anh trong nước để được tiếp xúc với công nghệ thông tin và sử dụng máy tính hiệu quả hơn.

### BOSS 5.0
Tên mã anokha, đi kèm với nhiều ứng dụng mới chủ yếu tập trung vào việc tăng cường an ninh và thân thiện với người dùng. Bản phân phối bao gồm hơn 12.800 gói mới, với tổng số hơn 37.493 gói. Hầu hết các phần mềm trong phân phối đã được cập nhật: hơn 20.160 gói phần mềm (chiếm 70% của tất cả các gói trong savir). BOSS 5.0 hỗ trợ Linux Standard Base (LSB) version 4.1
Phiên bản mới có tính năng XBMC Media center để cho phép người dùng dễ dàng duyệt và xem video, hình ảnh, podcast, và âm nhạc từ một ổ đĩa cứng, đĩa quang, mạng nội bộ, và internet.

### BOSS 6.0 (Anoop)
Bản phát hành mới nhất của BOSS GNU/Linux Version 6.0 – có tên mã là Anoop,đi kèm với GNOME Desktop Environment 3.14 với các gói tin và hỗ trợ ngôn ngữ Ấn Độ, phù hợp để sử dụng trong khu vực Chính phủ. Phiên bản này nhằm mục đích nâng cấp giao diện người dùng với nhiều chủ đề bóng bẩy và Tab như giao diện và cảm nhận trên máy tính để bàn bằng cách kết hợp các ứng dụng mới nhất từ cộng đồng.
BOSS Linux 6.0 sử dụng Linux kernel 3.16, hỗ trợ kiến trúc Intel 32-bit và 64-bit, một Môi trường desktop 3D, trình cà đặt Graphic, bộ ứng dụng văn phòng Libreoffice, phần mềm truy cập Internet(Firefox, email, chat...), chia sẻ/ chuyển đổi file và các ứng dụng đã phương tiện. Phiên bản này có nhiều cải tiến tính năng Desktop hấp dẫn bao gồm hệ, tài liệu, bản đồ, hình ảnh và âm nhạc. Khu vực thông báo tất cả trong một cung cấp các thông tin cho người dùng về độ sáng, mạng, cài đặt hệ thống tất cả trong cùng một menu.
Các máy tính để bàn đi kèm với một bàn phím trên màn hình với sự hỗ trợ ngôn ngữ Ấn Độ. Công cụ Smart Common Input Method cung cấp cơ chế đầu vào cho các ngôn ngữ Ấn Độ với  các hỗ trợ cho Unicode 7.0. Ứng dụng Orca Screenreader và Magnifier & E-Speak giúp người khiếm thị sử dụng BOSS. Bộ chuyển đổi tài liệu Bulk giúp mọi người dễ dàng di chuyển từ hệ điều hành khác sang BOSS GNU / Linux.
Hiện tại BOSS GNU / Linux Desktop hỗ trợ tất cả các ngôn ngữ chính thức của Ấn Độ bao gồm Assam, Bengali, Gujarati, Tiếng Hin-di, Kannada, Malayalam, Marathi, Odia, Punjabi, tiếng Phạn, tiếng Tamil, Telugu, Bodo, tiếng Urdu, Kashmiri, Maithili, Konkani và Manipuri. Điều này cho phép người dùng biết chữ chủ yếu không phải tiếng Anh trong nước để được tiếp xúc với công nghệ thông tin và sử dụng máy tính hiệu quả hơn.